# Robert Bigod
Robert Bigod también Robert le Bigod (c. 1015-1071) fue un caballero normando, hijo de Thorstein le Goz y Judith de Montanolier (c. 960). Señor de Malitot, Loges y Chanon en Normandía, y poseía varias propiedadess a lo largo de la costa normanda, cerca de Caen y Lisieux. Su apodo Bigod se desconoce el significado del apellido que adoptó. Un bigot es un azadón en francés medieval, pero lo más probable es que fuera el nombre de la mansión donde vivía en Avranches. Hay otras teorías menos probables, por ejemplo, que fuese una corrupción de godo o visigodo (a los vikingos a veces se les llamaba godos).
Algunas fuentes consideran que era un caballero de escasos recursos y con pocas posibilidades, que se ganó el favor de Guillermo el Bastardo, duque de Normandía, al informarle de una presunta traición que pretendía cometer su señor Guillermo Werlac, conde de Mortain. Parece ser que el complot fue una infamia y falso testimonio con el fin de apoderarse de las propiedades de Werlac, pero en un acto de dudosa justicia provocó que el duque Guillermo enviase a Werlac al exilio, confiscase todo su patrimonio y lo entregase a su hermano Roberto de Mortain. Roberto Bigod recibió de Guillermo el Bastardo nuevas tierras en el Oeste de Normandía, y pasó a ser uno de los senescales y chambelán del ducado.
Según las crónicas Robert Bigod no era muy rico, de hecho la única salida a su presunta pobreza era emigrar y planeó en 1055 seguir a otros caballeros normandos hasta Sicilia, pero su nuevo señor, Roberto de Mortain le convenció para participar en la conquista de Inglaterra. Participó con su hijo Roger en la batalla de Hastings donde se le cita como hombre «pequeño de cuerpo, pero valiente y audaz, atacó a los ingleses con gallardía». Ambos fueron recompensando con vastas propiedades en Anglia Oriental.

## Herencia
Se casó con una hija de Néel II de Saint-Sauveur de nombre desconocido. Fruto de esa relación nacieron varios hijos:
- Helene Ridel (Le Bigod) (c. 1048-1085), esposa de Geoffrey Ridel (c. 1044-1098);
- Roger Bigod de Norfolk;
- William Bigod (c. 1070-?);
- Maud [Matilda] Bigod (c. 1070-1136).